# Drachten

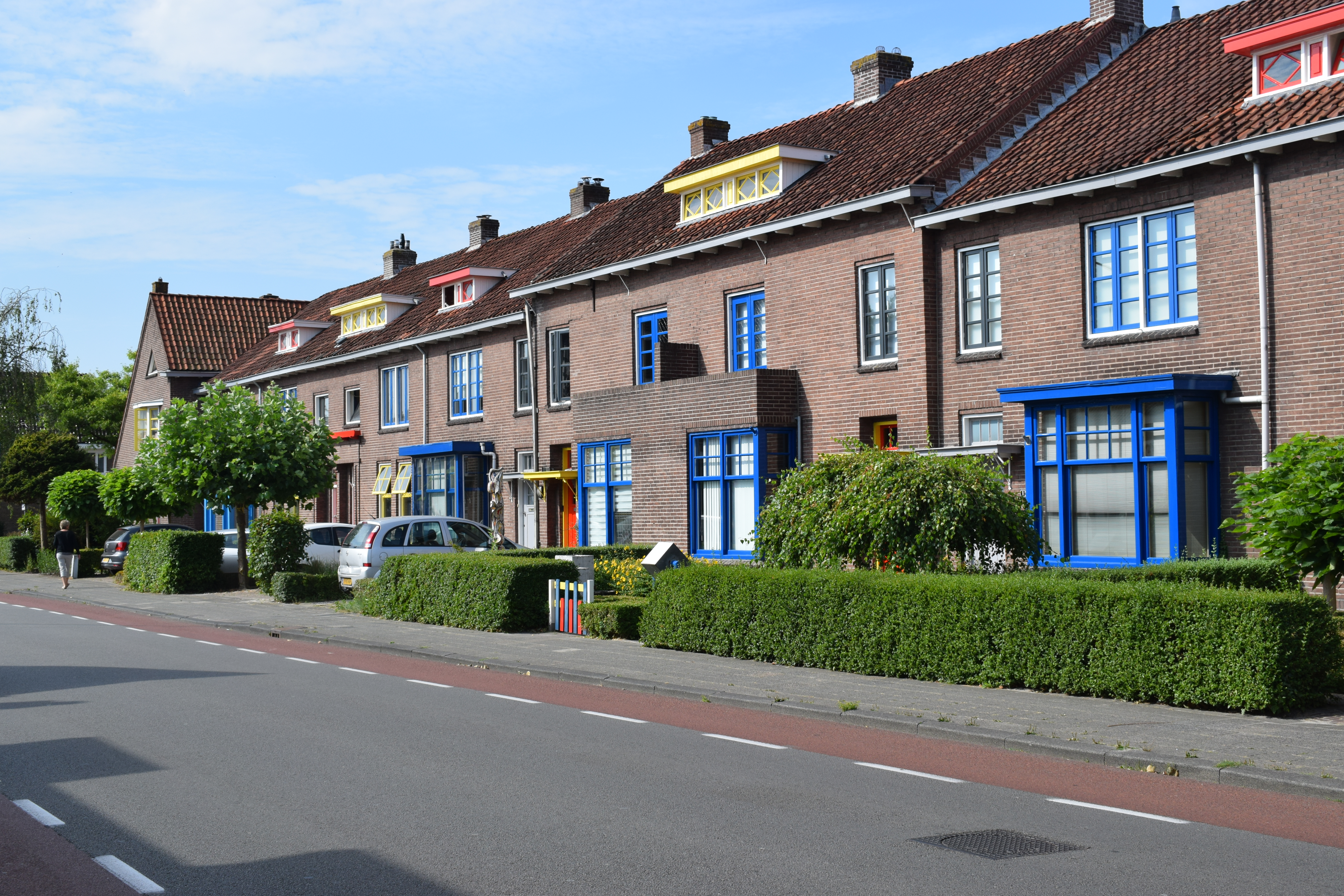
De Papegaaienbuurt is een buurt gelegen rondom de Torenstraat. Een aantal woonhuizen zijn ontworpen door gemeentearchitect Cees Rienks de Boer, waarvan het houtwerk beschilderd is naar een ontwerp van Theo van Doesburg uit 1921

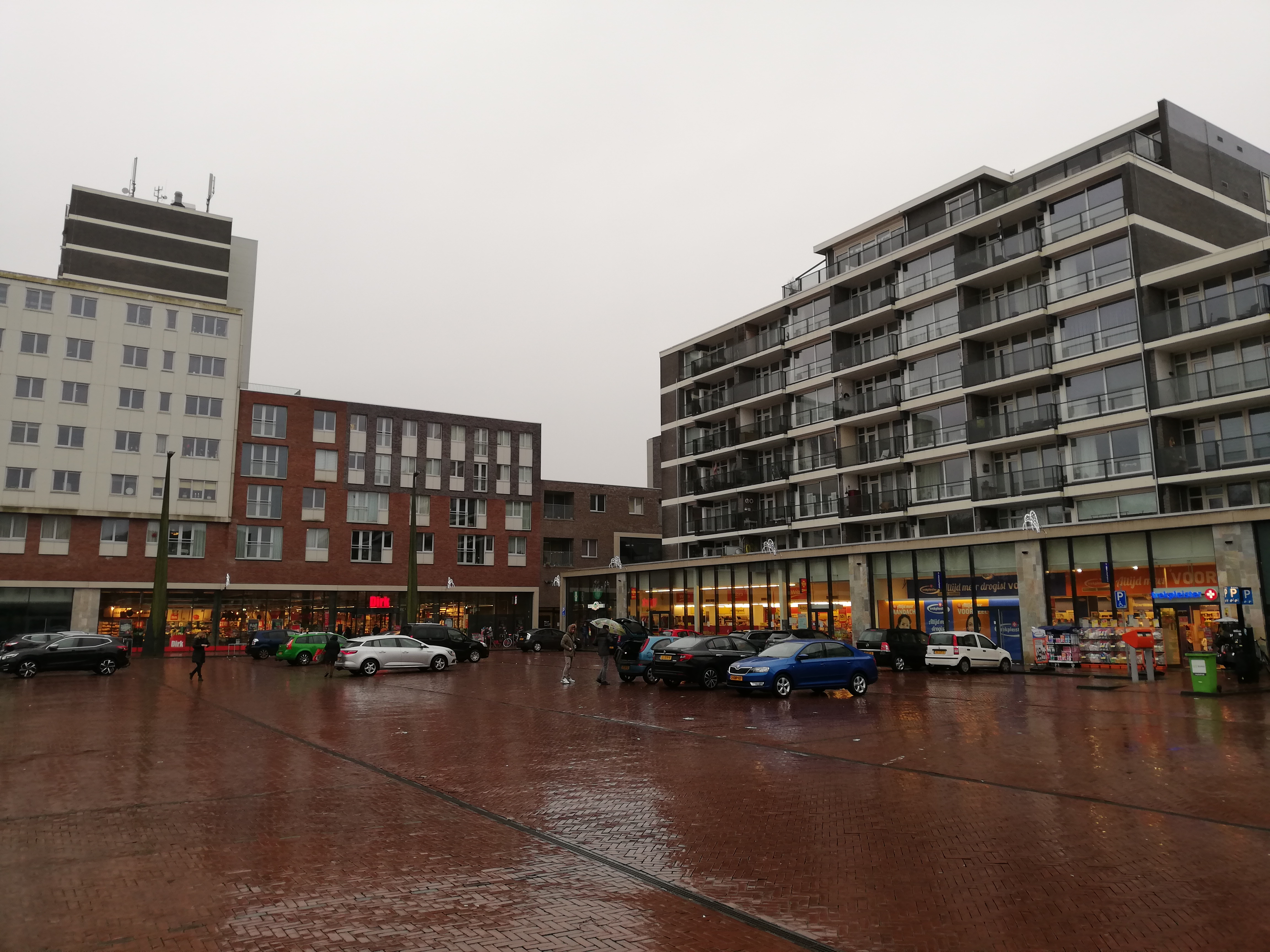
De Marke/Raadhuisplein in Drachten

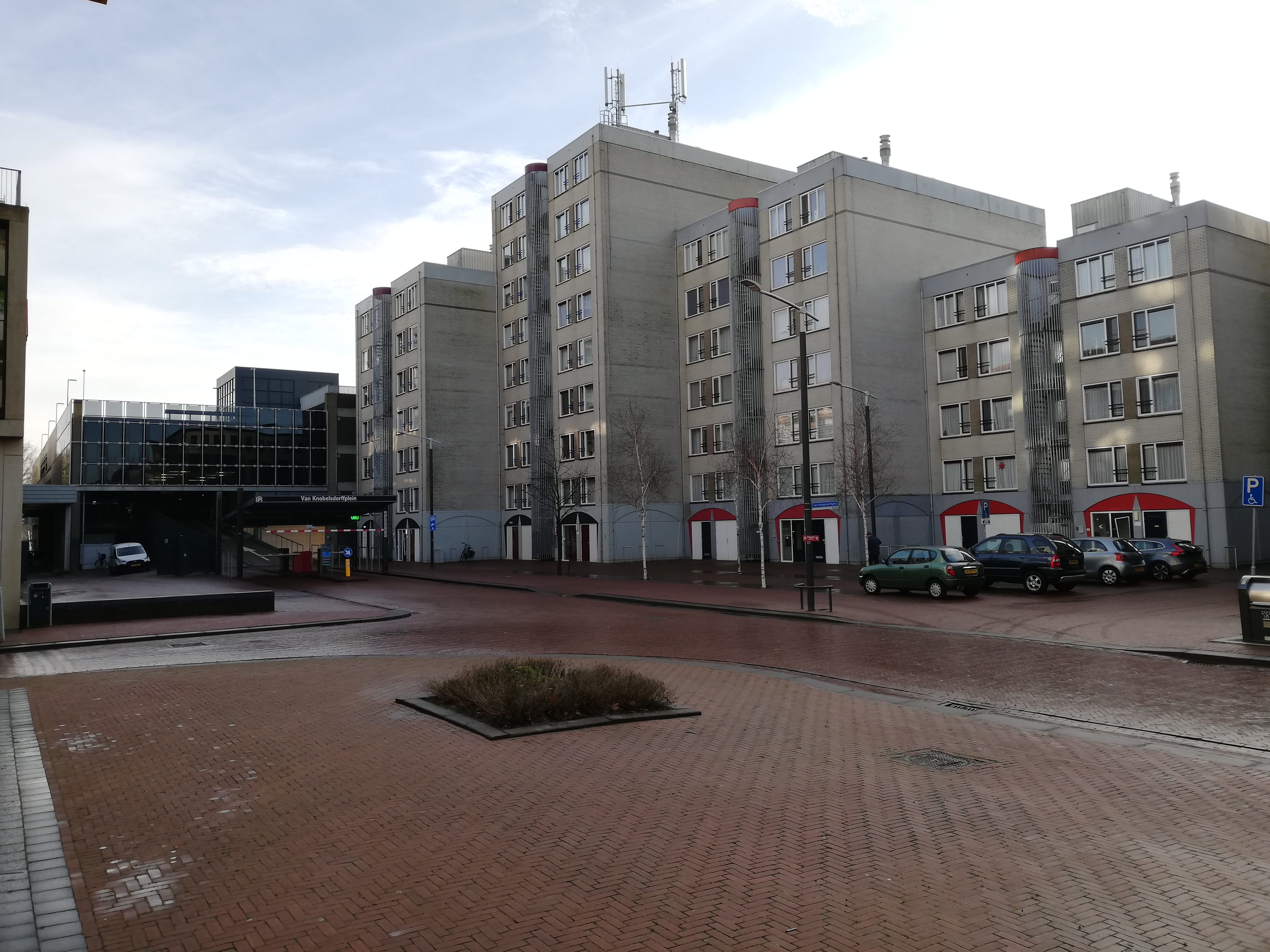
van Knobelsdorffplein

Drachten is de hoofdplaats van de gemeente Smallingerland in de Nederlandse provincie Friesland. Drachten ligt tussen Groningen en Heerenveen en is met 44.990 inwoners (2023)  de tweede plaats in de provincie Friesland. 
De buurtschappen Buitenstverlaat, Noorderend en Zuidereind hebben Drachten als woonplaats.

## Geschiedenis
Drachten ontstond in de 17e eeuw uit de dorpjes Noorder-Dragten en Zuider-Dragten of Noorderdrachten en Zuyderdrachten aan het riviertje de Drait of Dracht. Het gebied was rijk aan hoogveen en voor het afvoeren van de hieruit gewonnen turf werd de Drachtster Compagnonsvaart gegraven. Later ontstonden in het gebied ook scheepswerven waaronder de Scheepswerf De Pijp. Veel skûtsjes zijn op deze werven gebouwd.
De vestiging van een fabriek van Philips in 1950 trok veel werkzoekenden naar Drachten, zodat het inwonertal al in de jaren 50 toenam tot tienduizend.
Drachten heeft nooit stadsrechten gehad en behoort daarom niet tot de Friese elf steden (in Friesland wordt voor dit soort plaatsen ook wel de term vlek/vlekke gehanteerd). Naar moderne begrippen (grootte, werkgelegenheid, openbare voorzieningen) kan Drachten echter wel een stad genoemd worden. De lokale media zijn het hier echter niet altijd mee eens en blijven het soms vanwege het ontbreken van stadsrechten een dorp noemen. In 2015 werd zelfs nagevraagd bij het ministerie van Binnenlandse Zaken of Drachten zich inderdaad een stad mag noemen.

## Dorpsbeeld
Omdat Drachten pas in de jaren 50 een grotere plaats is geworden, dateert het grootste gedeelte van de bebouwing van na die tijd. Toch zijn er enkele gebouwen te vinden van architectonisch belang van voor die tijd. Enkele voorbeelden zijn het Karmelklooster aan de Burgemeester Wuiteweg (waar deze weg onder de A7 door gaat), het Bleekerhûs (een herenhuis aan het Moleneind) en een jugendstilhuis op de hoek van de Stationsweg en de Lange West (Noorderbuurt 95).
Rond de Torenstraat is een aantal woonhuizen te vinden die ontworpen zijn door gemeentearchitect Cees Rienks de Boer, waarvan het houtwerk beschilderd is naar een ontwerp van Theo van Doesburg uit 1921. Vanwege de primaire kleuren die Van Doesburg voorschreef, wordt de wijk de Papegaaienbuurt genoemd. De watertoren uit 1959 aan de Noorderhogeweg is genomineerd als rijksmonument. Drachten telt 24 rijksmonumenten en 37 gemeentelijke monumenten.
Om de enorme groei van Drachten vanaf de jaren vijftig in goede banen te leiden, schakelde de gemeente Smallingerland het architectenbureau Van den Broek en Bakema in. Bekend van hun wederopbouwarchitectuur in Rotterdam, richtten zij de winkel- en voetgangersgebieden van De Kaden, het Moleneind, de Noorder- en Zuiderbuurt in naar voorbeeld van de Lijnbaan. Zij ontwierpen ook de Tjaardaflats, drie beeldbepalende woonflats van dertien verdiepingen aan de oostelijke rand van Drachten (waar vroeger de Splitting Drachten inging) om Drachten een stedelijker aanzien te geven.
In de jaren negentig besloot de gemeenteraad dat dit stedelijke aanzicht niet bij Drachten paste en werd het voetgangersgebied gerenoveerd. De meest in het oog springende verandering van die tijd is het Carillon op 'de Dam'; de centrale kruising van de winkelpromenades. Begin 2012 werd begonnen met de verbouwing van het winkelcentrum Raadhuisplein. Het nieuwe centrale plein -dat bij het winkelcentrum hoort- is gaan dienen als dorpsplein waar ook de markt plaatsvindt.
De in de jaren zestig gedempte Drachtstervaart is gedeeltelijk opnieuw geopend tot in het centrum. Aan het Moleneind bevindt zich een passantenhaven. Ter voorbereiding op de heraanleg ontwierp kunstenaar Henk Hofstra een symbolische blauwe weg met een afmeting van tien bij duizend meter. Hierop was met witte letters de tekst Water is leven aangebracht, wat tevens de titel was van het kunstwerk. Dit leidde tot veel protest van omwonenden omdat ze hier vooraf niet of nauwelijks van op de hoogte waren gebracht. Het tijdelijke project kostte de gemeente een bedrag van 37.500 euro maar leverde Drachten wel een aantal berichten in de (inter)nationale pers op. Het heropenen van de vaart werd in 2008 stilgelegd ten gevolge van de kredietcrisis maar is in 2012 alsnog begonnen en in 2015 afgerond.
In het voorjaar van 2006 werden in Drachten twee unieke fietsbruggen geopend: De Ring en De Slinger.
- De Ring is een fietsbrug over de snelweg A7 en is een gezamenlijk project van de gemeentes Smallingerland en Opsterland.
- De Slinger is een fietsbrug over de Zuiderhogeweg vanaf de Overstesingel naar de Eikesingel. Met een totale lengte van 240 meter is het de grootste fietsbrug van Noord-Nederland. De brug is boven een rotonde gebouwd en deze twee samen zorgen voor een goede doorstroming van het verkeer. Voordat de rotonde aangelegd werd moesten fietsers en voetgangers via een oversteekplaats met verkeerslichten over het kruispunt heen. Dit leverde veel files op, omdat het kruispunt vlak bij de afrit van de snelweg ligt. De brug zelf is vrij steil te noemen, wat enige problemen oplevert voor ouderen en kinderen. In het midden van de brug is een uitkijkplateau geplaatst, waarvandaan op het overige verkeer kan worden neergekeken. Rondom het plateau bevindt zich een hekwerk met spijlen. Daarboven zit nog een grote kegel die de totale hoogte van de brug 30 meter maakt. 's Avonds is de gehele fietsbrug verlicht.

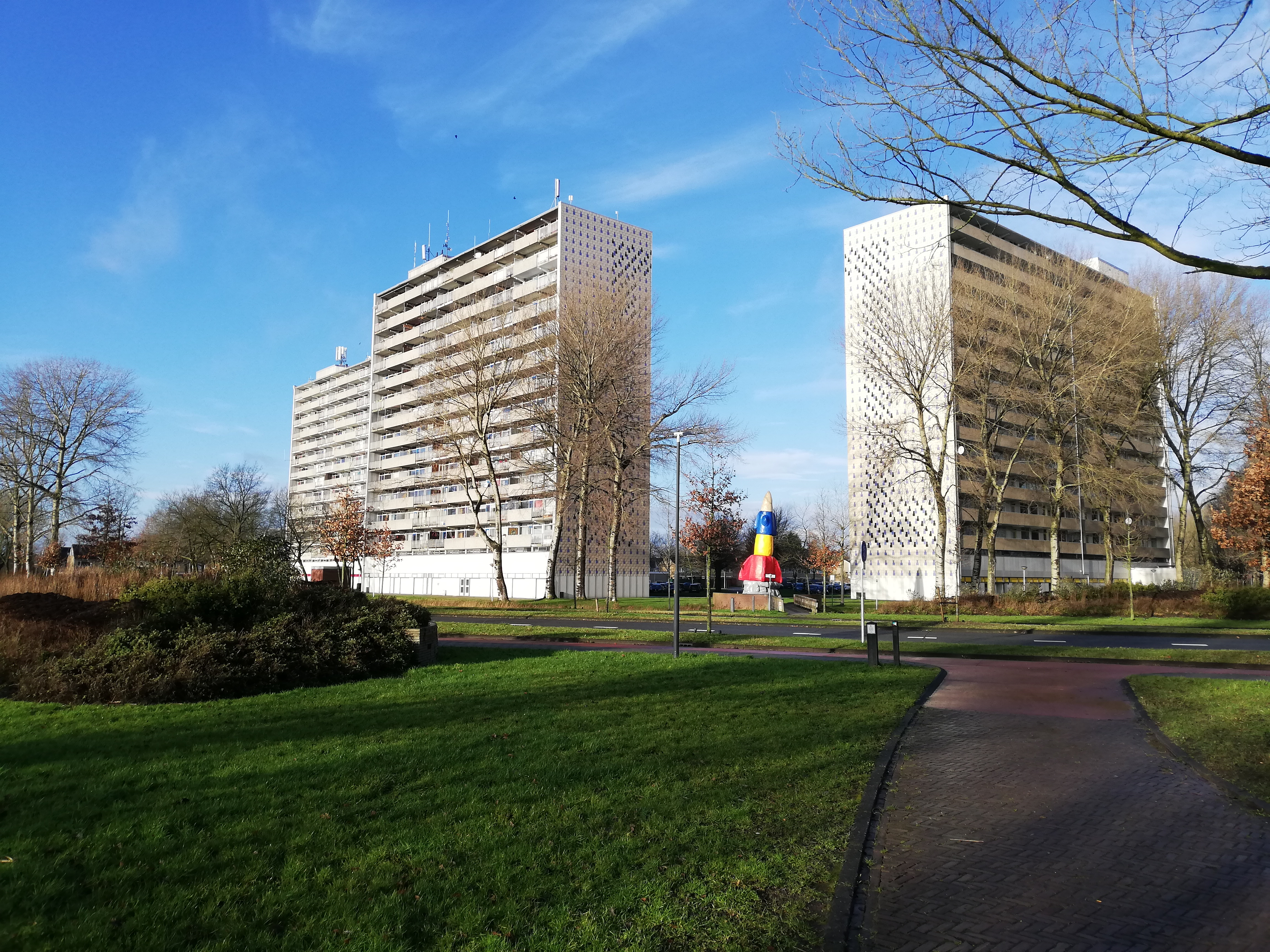
Tjaardaflats (2020)
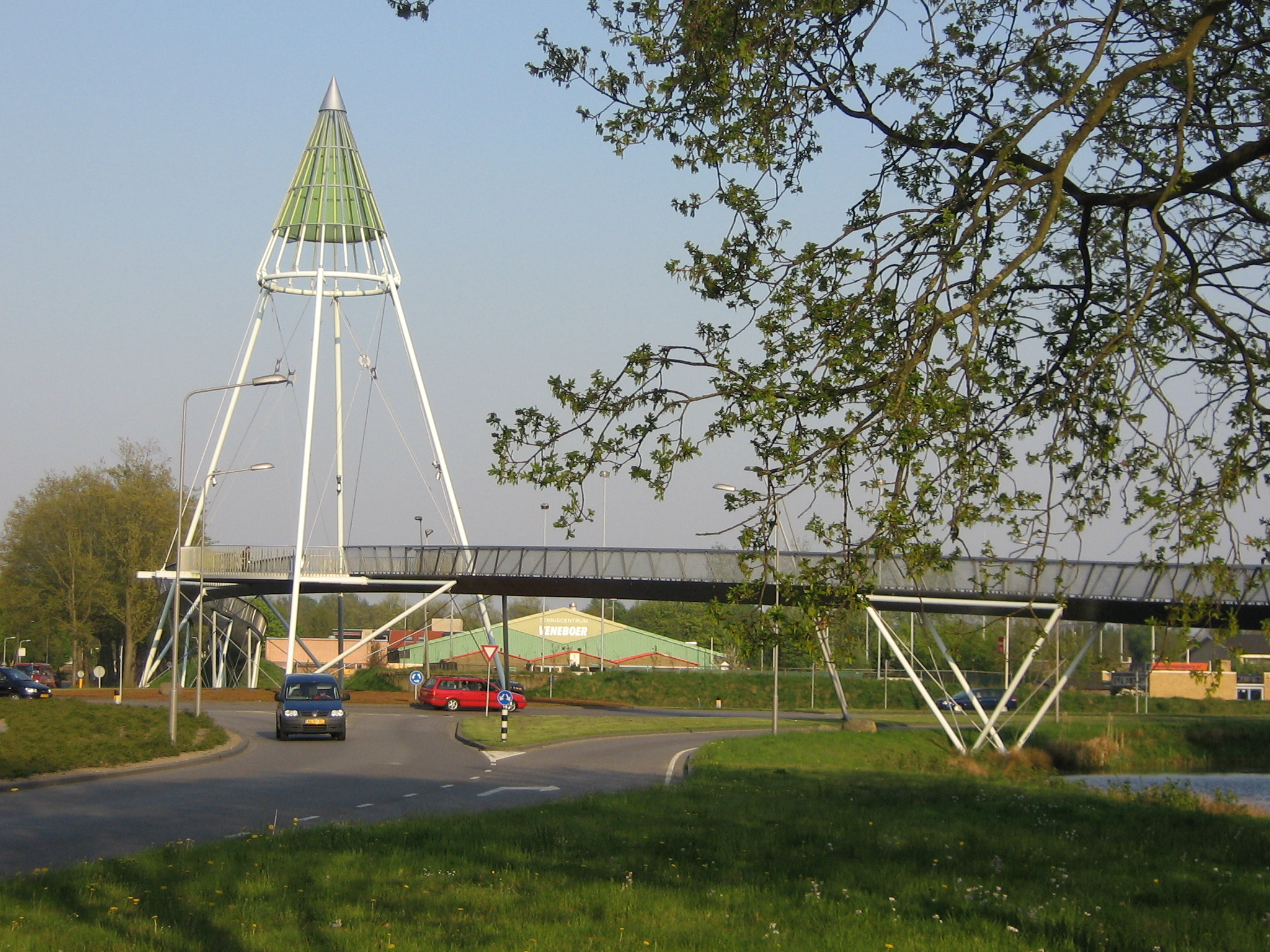
Fietsbrug De Slinger (2009)
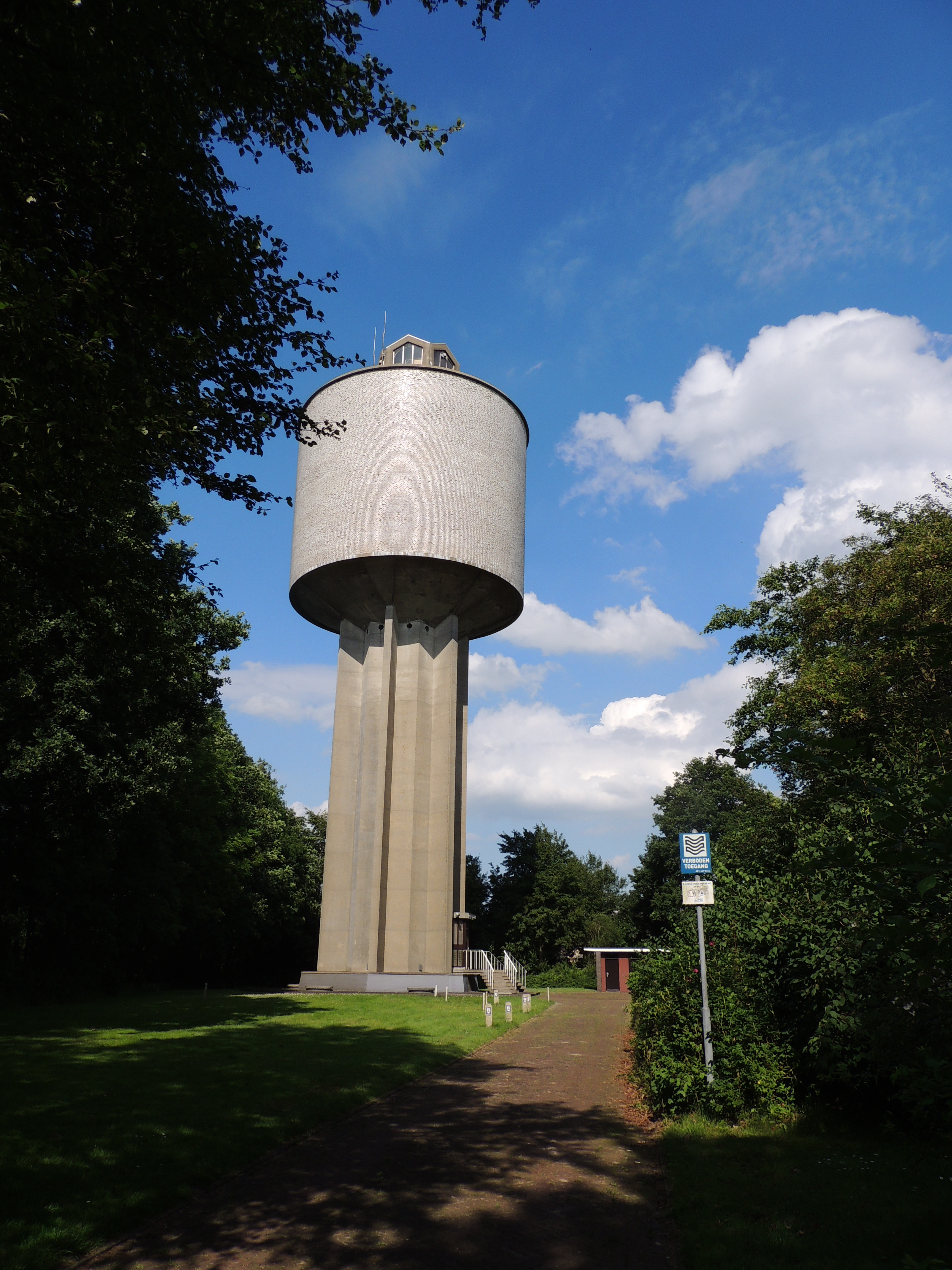
De Watertoren in Drachten
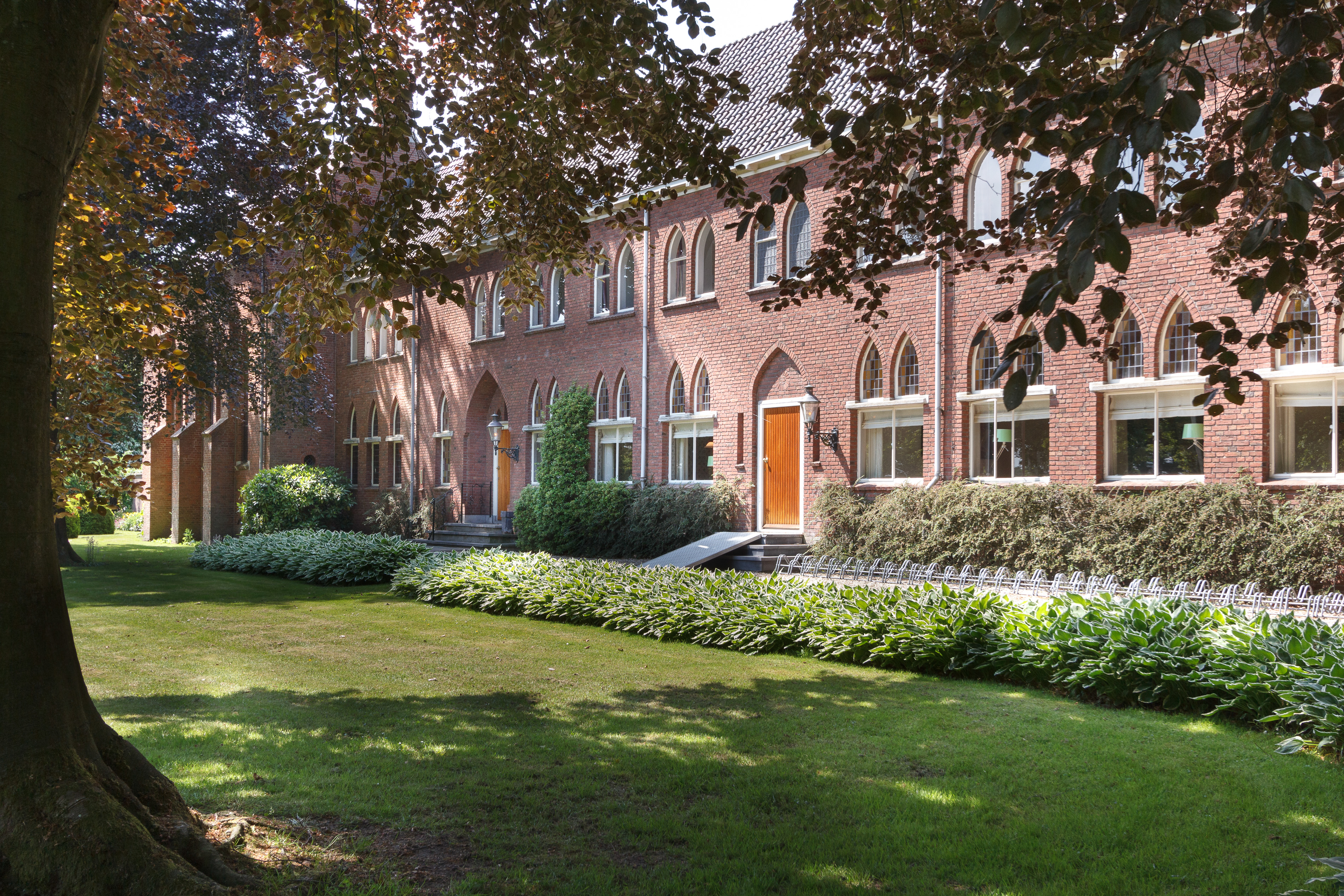
Karmelklooster Drachten

## Wijken
- Drachten Centrum
  - Papegaaienbuurt
- Noordoost
- de Bouwen
- de Swetten
- de Wiken
- de Venen
- de Singels
  - de Peppel
- de Drait
- de Folgeren
- de Trisken
- Morrapark
- Fennepark
- Himsterhout
- de Sanding
- Burmaniapark
- Drachtstervaart
- Vrijburgh
- Park Suyderwijk (in ontwikkeling)

## Demografie
|                                                                     |
| ■ Data afkomstig van volkstellingen.nl ■ Data afkomstig van het CBS |

## Verkeer en vervoer

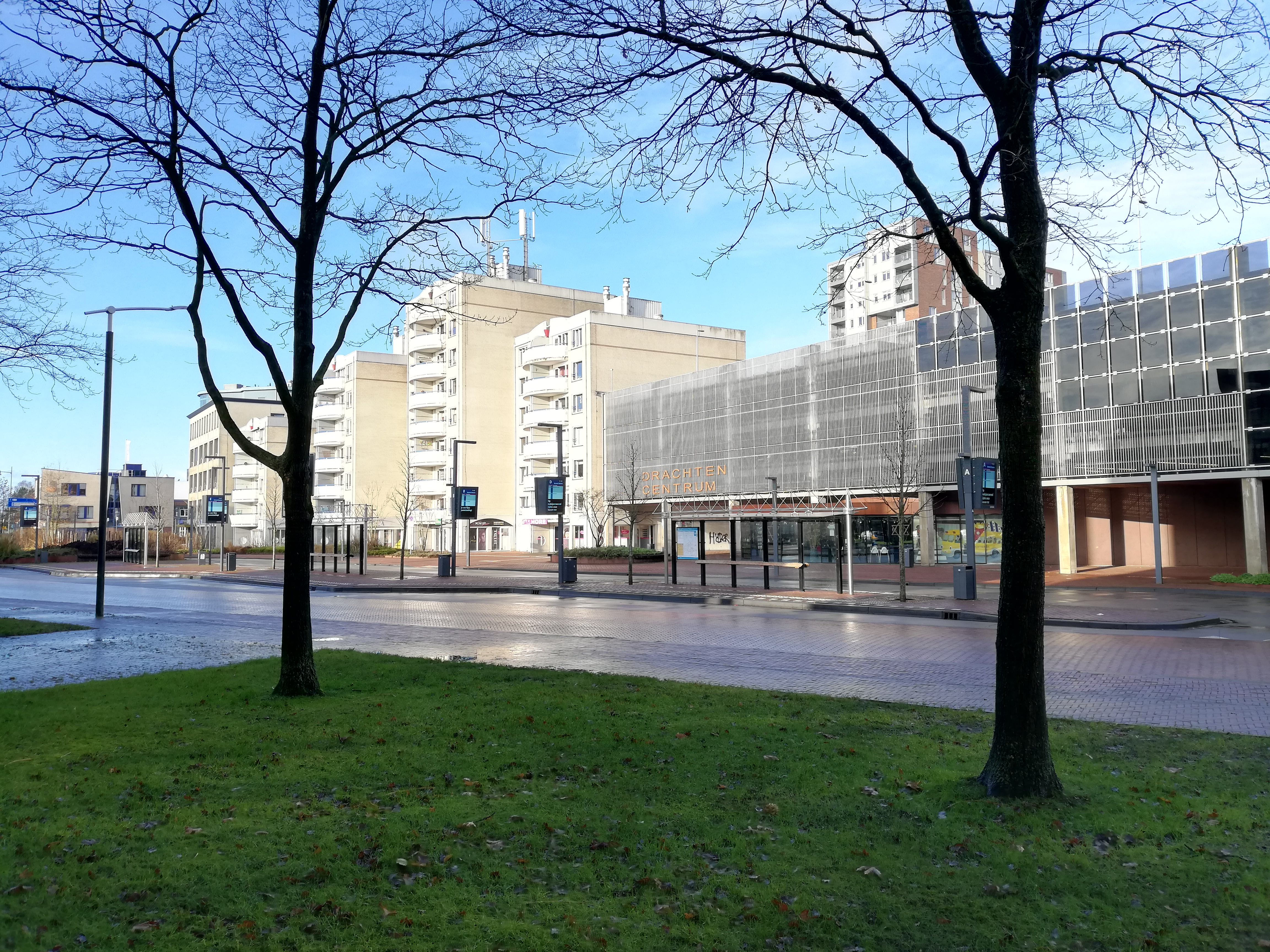
Busstation van Knobelsdorffplein Drachten Centrum

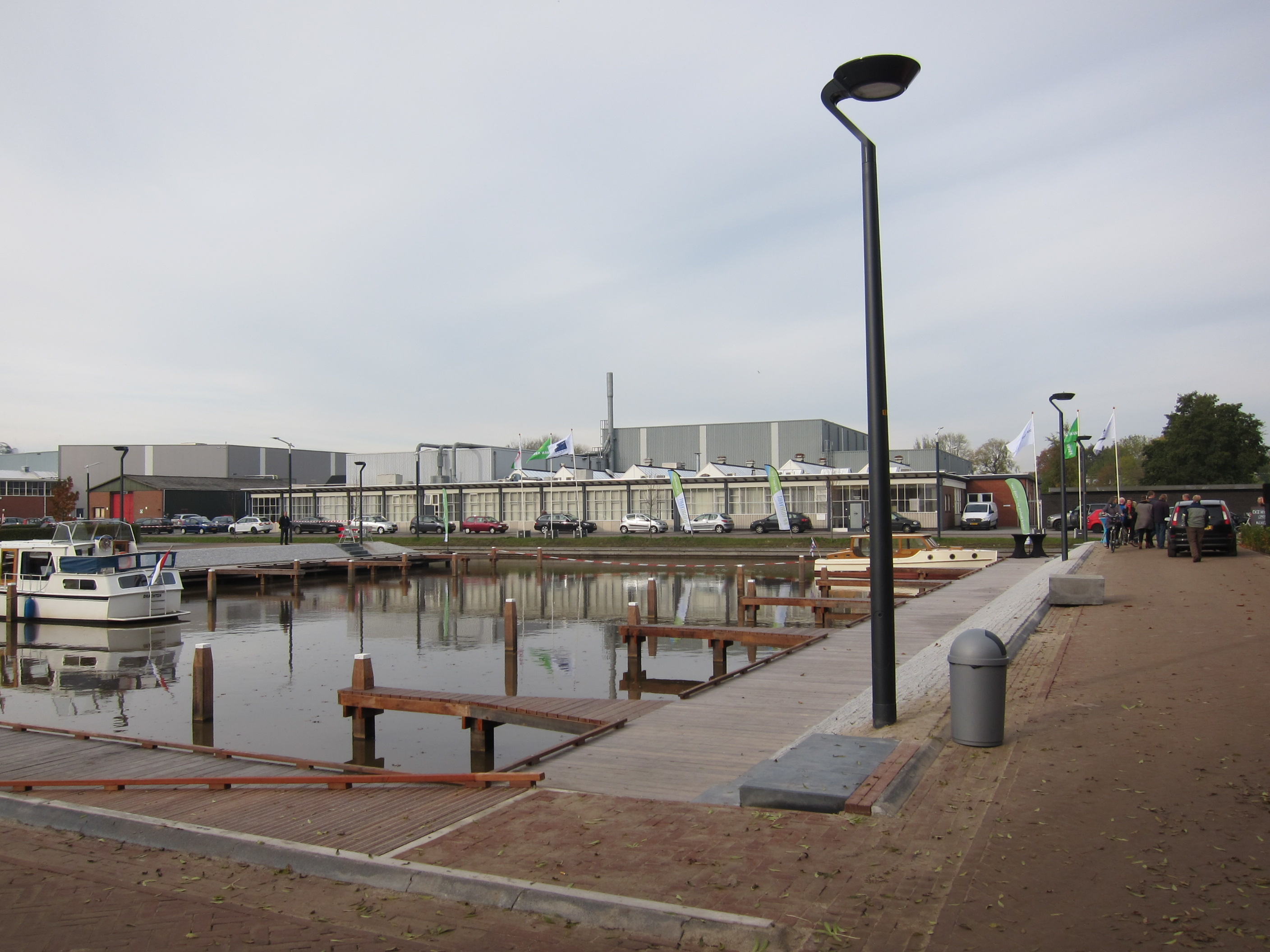
Passantenhaven in Drachten

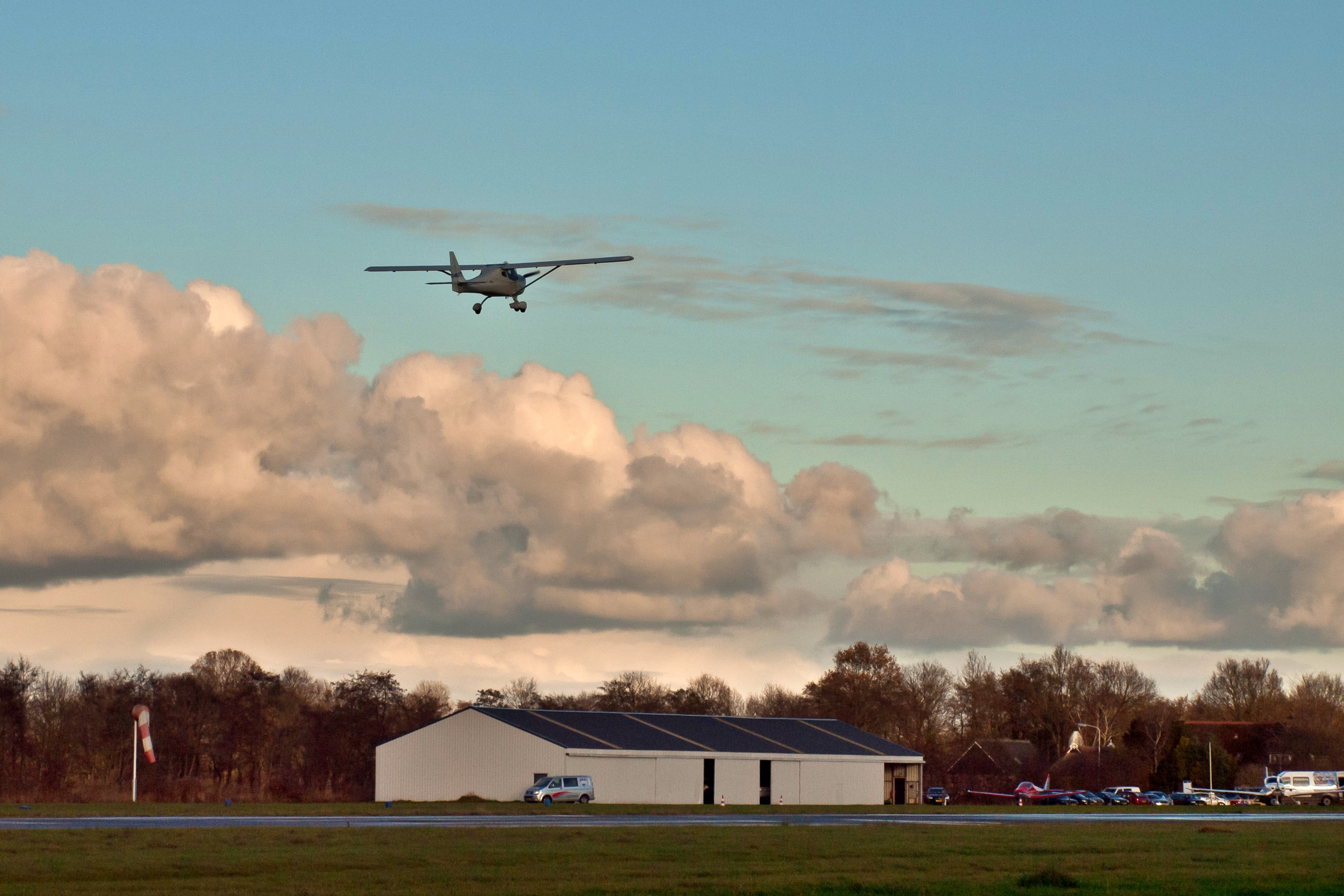
Vliegveld Drachten

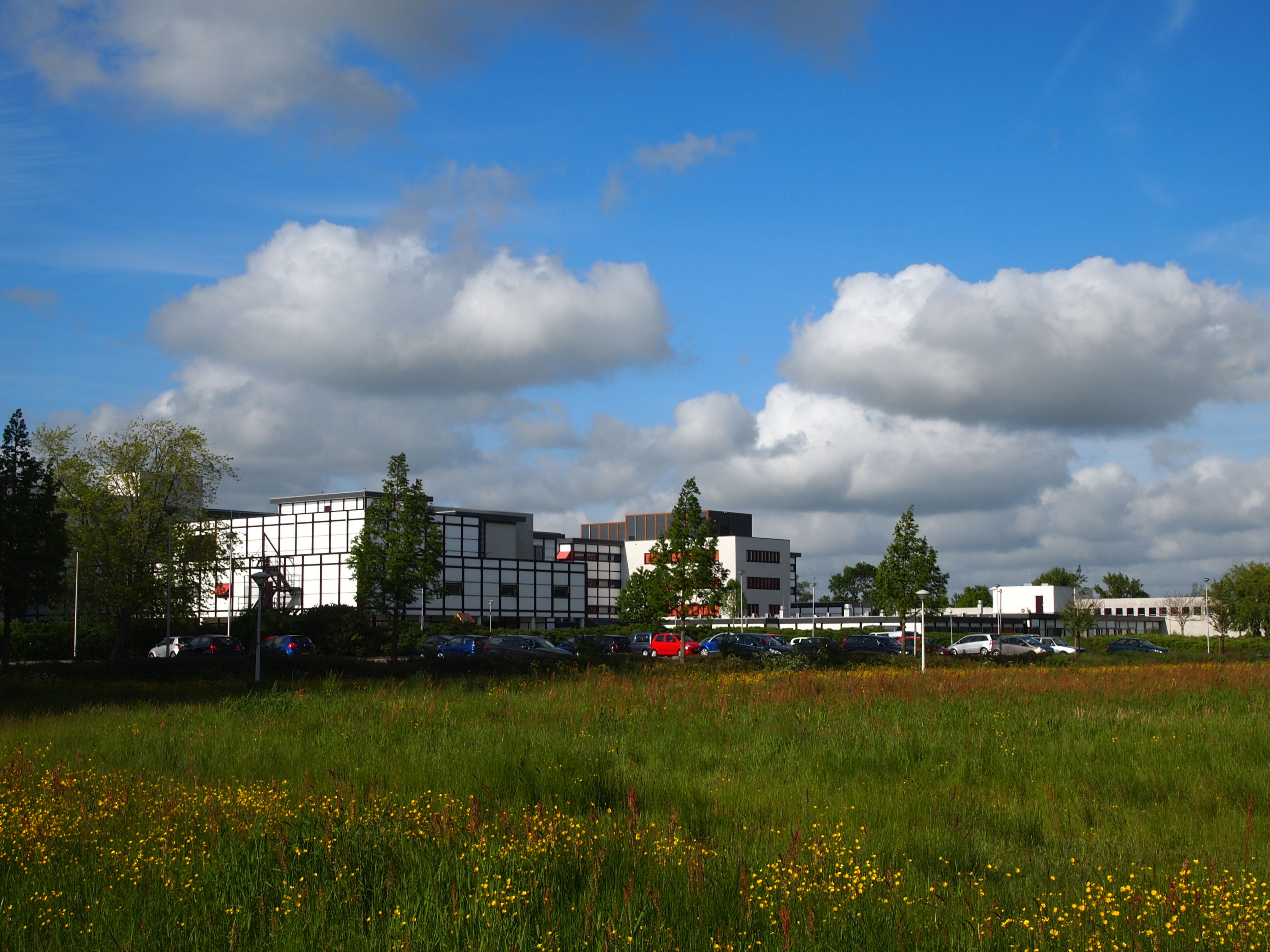
Ziekenhuis Nij Smellinghe in Drachten (Zuid)

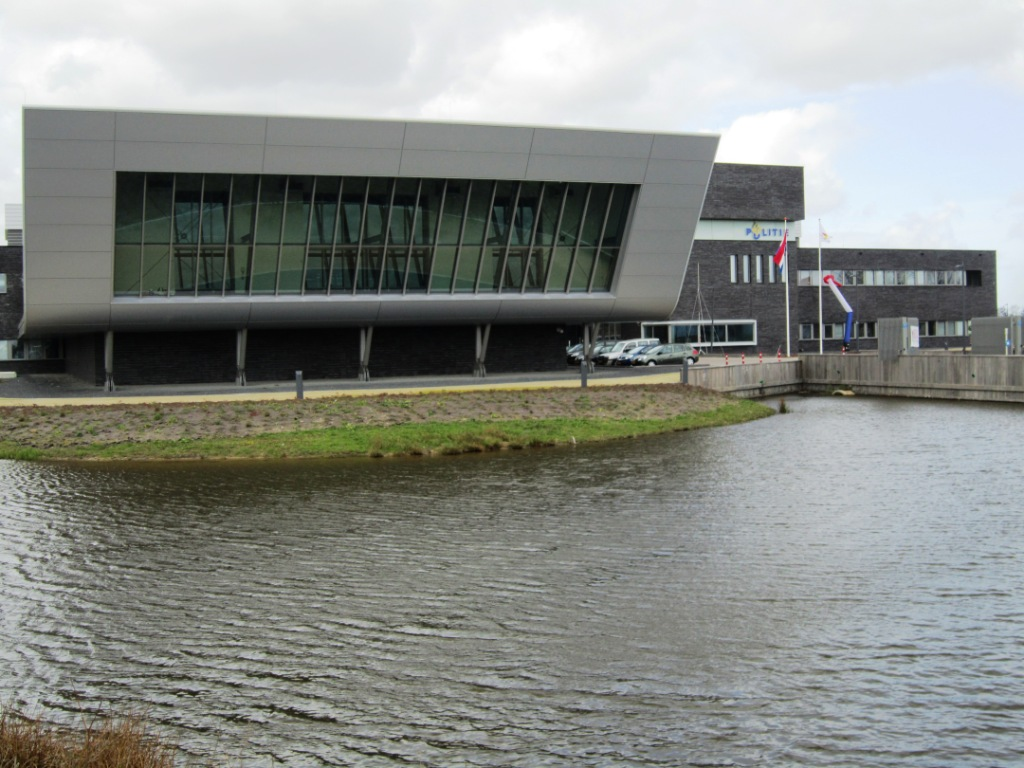
Politiegebouw A7 Drachten

### Auto
Een aantal hoofdwegen verbindt Drachten met andere steden:
  (Amsterdam) - Zaandam - Hoorn - Afsluitdijk - Harlingen - Sneek - Joure - Heerenveen - Drachten - Groningen - Duitsland
  Harlingen - Leeuwarden - Drachten
  Drachten - Oosterwolde - Beilen - Emmen
De drie wegen kruisen elkaar bij het niet-officiële knooppunt Drachten (dit is eigenlijk een dubbelafrit van de A7 met nummers 30 en 30a).

### Openbaar vervoer
Drachten is een van de weinige grotere Nederlandse plaatsen zonder treinverbinding, of ander spoorverbinding (metro, goederenspoor, tram, ongebruikt spoor). De tramlijn Drachten - Groningen, die na de Tweede Wereldoorlog als goederenspoorlijn is gebruikt, is in 1985 gesloten. Daarna was Drachten in beeld voor een station aan de Zuiderzeelijn Groningen - Amsterdam. Nadat in 2007 werd besloten deze lijn niet aan te leggen waren er plannen voor een spoorlijn Groningen - Heerenveen, maar in 2012 is besloten ook deze lijn niet aan te leggen. In 2021 is De Lelylijn een voorgestelde Nederlandse spoorlijn tussen Lelystad en Groningen met in elk geval stations in Emmeloord, Heerenveen en Drachten.
Het busvervoer wordt verzorgd door Qbuzz met rechtstreekse verbindingen naar verschillende plaatsen, waaronder Assen, Oosterwolde, Groningen, Heerenveen en Leeuwarden. Daarnaast verzorgt Flixbus internationaal busvervoer op de route Amsterdam - Hamburg.
Vroeger vertrokken alle bussen in Drachten vanaf het Noorderbusstation, dat op 13 december 2009 is vervallen. Vanaf toen diende het Van Knobelsdorffplein als centraal busstation. Die centrale rol is overgenomen op 11 december 2016 door Drachten Transferium Oost. Niet alle buslijnen gaan over Transferium Oost, daarom is ook het van Knobelsdorffplein een busknooppunt in de plaats gebleven.

### Vliegveld
Drachten beschikt ook over een vliegveld: Vliegveld Drachten, een voormalige airstrip van Philips. Enkele malen per jaar worden hier dragraces en een vliegerfestival georganiseerd en er wordt in de weekenden gevlogen met ultralichte motorluchtvaartuigen.

### Waterwegen
Naar het industrieterrein de Haven loopt de Vaarweg Drachten. Deze vaarweg is verbonden met het Prinses Margrietkanaal en zo met het landelijke vaarwegennet.

### Verkeerslichten en rotonden
De gemeentelijke overheid is grotendeels gestopt met het nemen van verkeersregelende ingrepen. Vrijwel alle verkeerslichten zijn begin eenentwintigste eeuw vervangen door rotonden en verkeerspleinen waarop verschillende soorten verkeersdeelnemers zoals automobilisten, voetgangers en fietsers zonder aanwijzingen van dezelfde ruimte gebruikmaken.

## Economie
In Drachten zijn er ruim 22.000 arbeidsplaatsen. Als de deeltijdbanen meegerekend worden, telt Drachten ruim 28.000 arbeidsplaatsen. Hiermee is Drachten zowel qua oppervlakte, inwoners en economisch de tweede plaats in Friesland, na Leeuwarden.

### Industrie

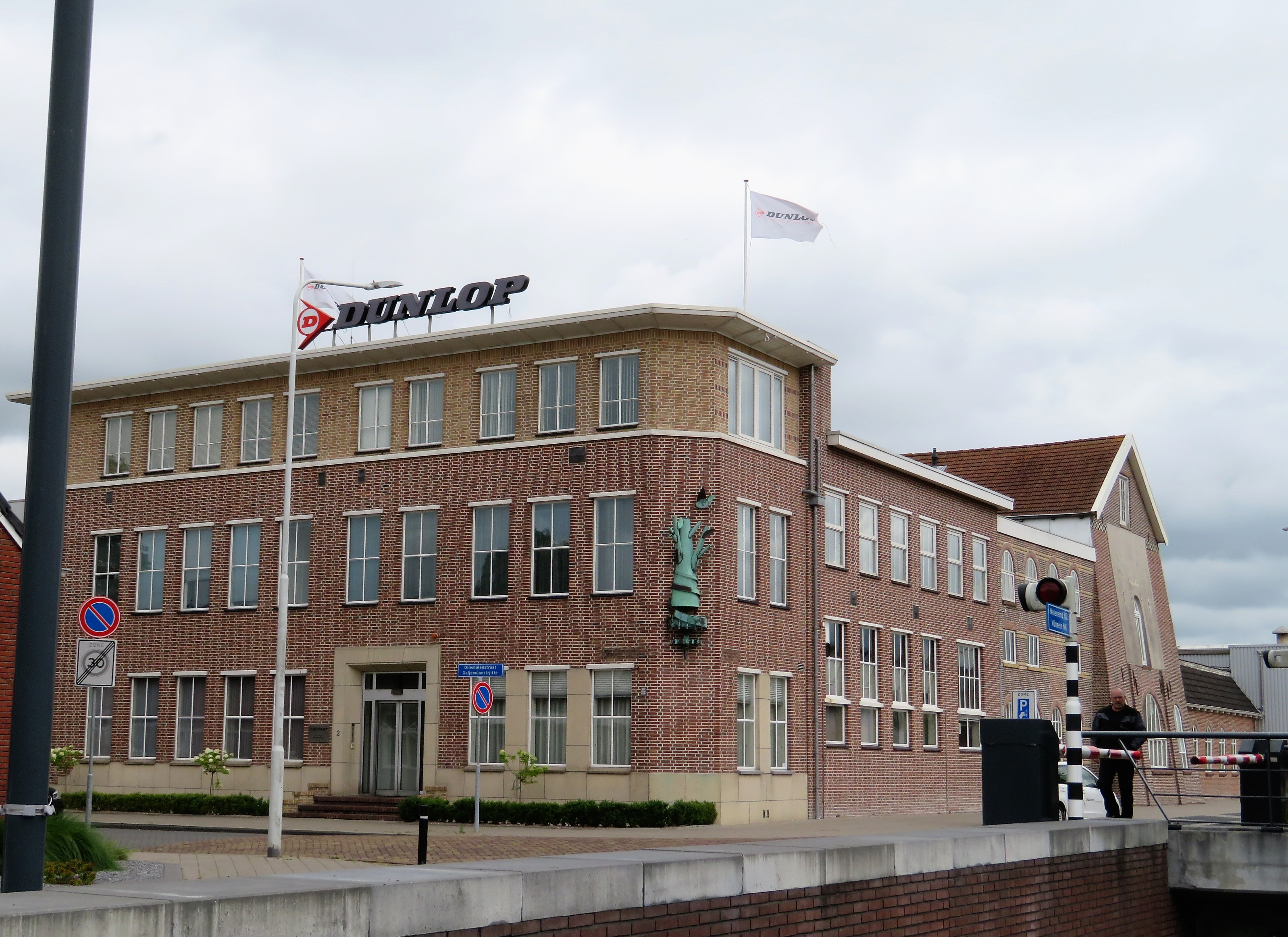
Dunlopfabriek

Sinds 1950 is in Drachten een fabriek van het Nederlandse elektronicaconcern Philips gevestigd, waar de Philishave-scheerapparaten worden vervaardigd. De fabriek begon in 1950 met 14 medewerkers. Inmiddels werken er tweeduizend mensen. Waarvan 600 ingenieurs afkomstig uit 35 verschillende landen.
Verder is er in Drachten een rubberfabriek van Dunlop aan het Moleneind. Bij westelijke wind rook vroeger het hele centrum naar rubber. De geuroverlast is nu door vele maatregelen beperkt. Er werken bij Dunlop ongeveer 300 mensen, producten worden wereldwijd geleverd. Onderdeel van de gebouwen is (nog steeds) de onderbouw van de oude oliemolen.
In Drachten bevindt zich ook het grootste industrieterrein van Noord-Nederland: Industrieterrein de Haven. Aan de andere kant van Drachten is langs de snelweg A7 industrieterrein Azeven aangelegd. Het is opgedeeld in Drachten A7-Noord (220 hectare) en Drachten A7-Zuid (43 hectare). Die laatstgenoemde behoort officieel aan de gemeente Opsterland. Dit gebied staat bekend onder de naam Drachten-Azeven.

### Onderwijs

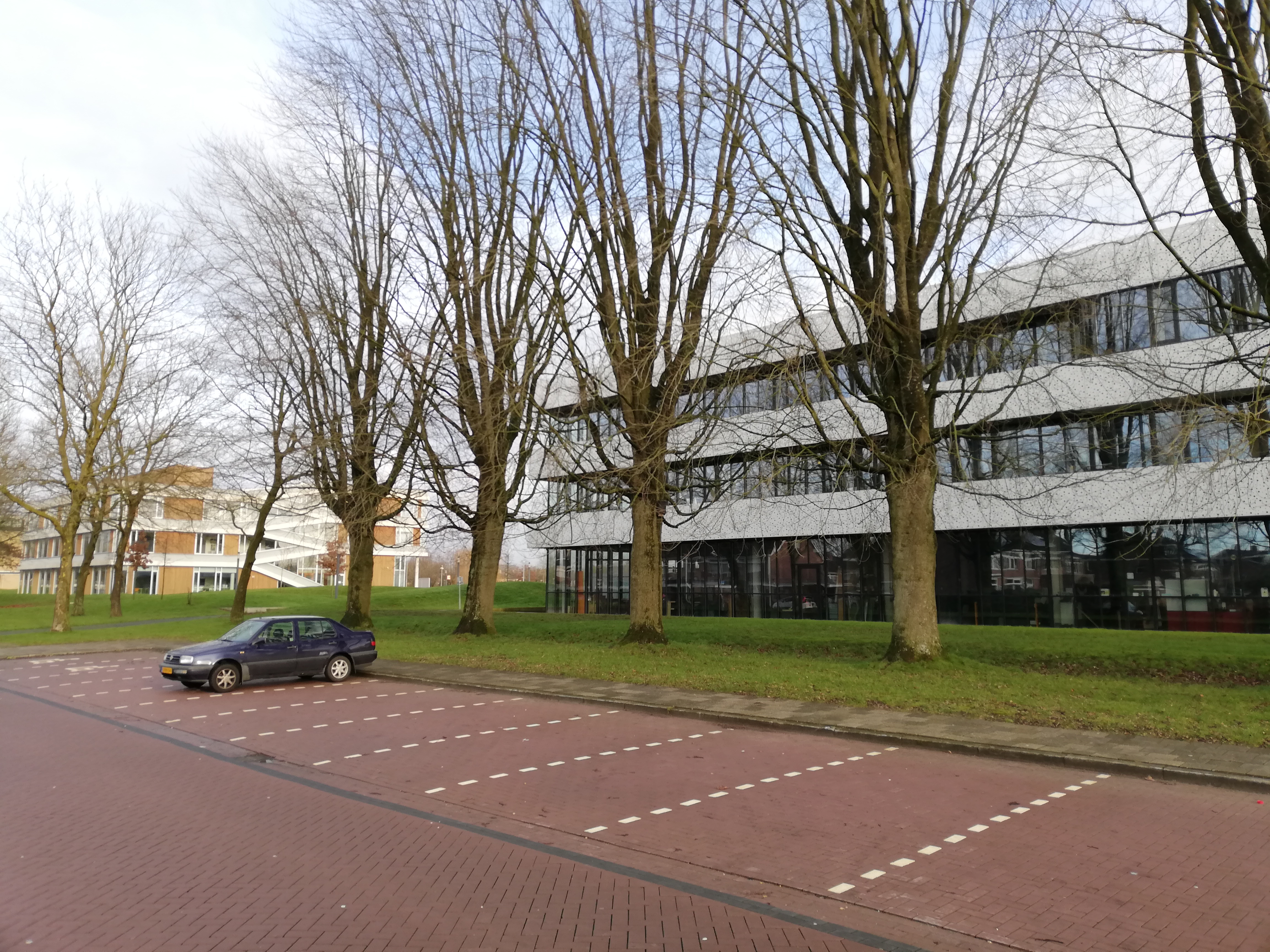
Mbo-campus Drachten

Drachten heeft een centrale werking voor het voortgezet onderwijs in de regio Zuidoost-Friesland. Er zijn meerdere scholen voor middelbaar beroepsonderwijs en voortgezet onderwijs gevestigd, waaronder de Openbare Scholengemeenschap Singelland, Christelijke Scholengemeenschap Liudger, Gomarus College, de Friese Poort en het Friesland College. Op de CSG Liudger (locatie Raai, havo/vwo) wordt ook tweetalig onderwijs aangeboden (Nederlands/Engels). Ook bevinden zich scholen voor voortgezet speciaal onderwijs in Drachten: VSO de Zwaai en VSO Talryk.

## Cultuur en recreatie

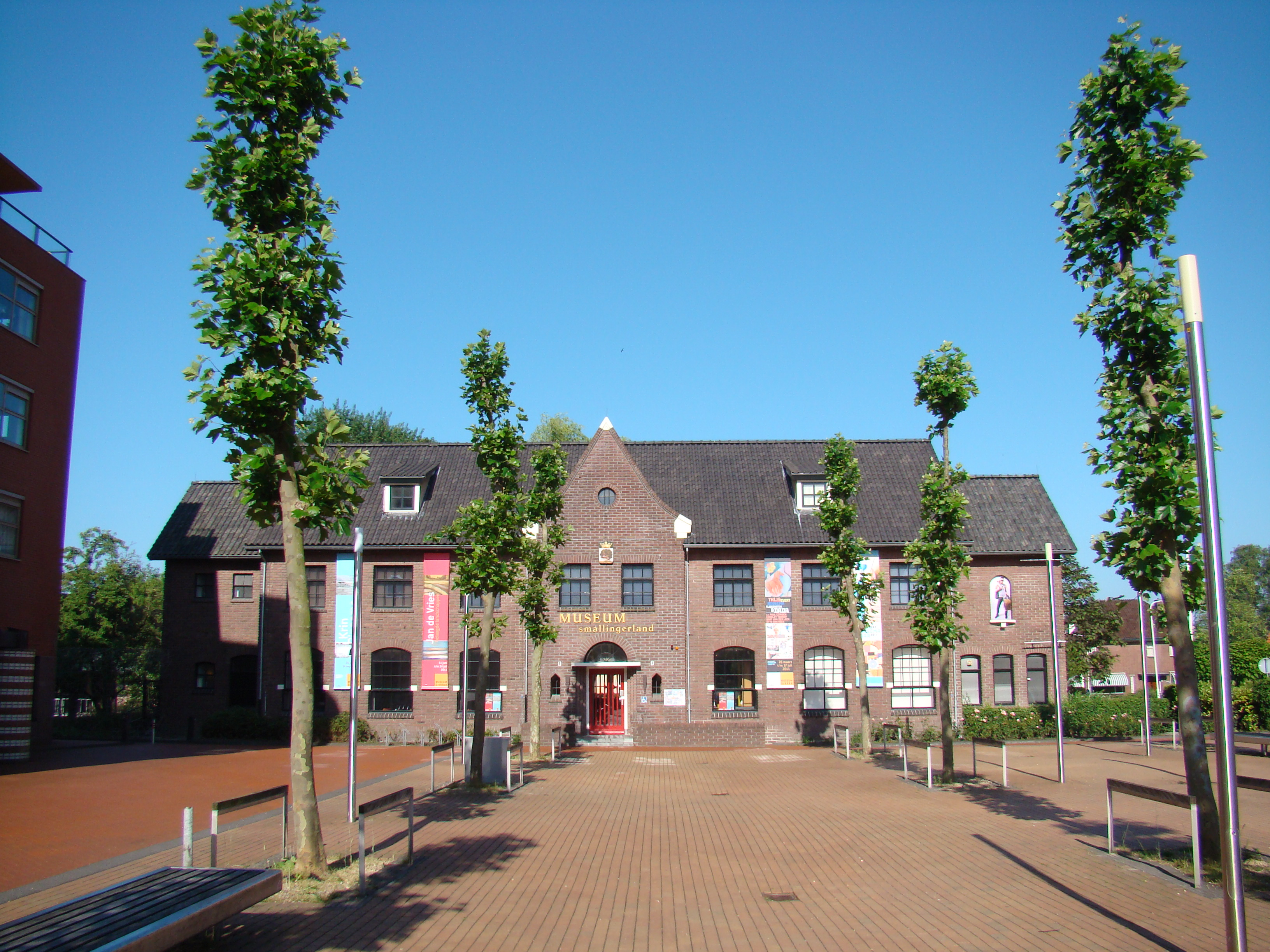
Museum Dr8888

In Drachten is schouwburg De Lawei met daarachter de muziek-, dans- en toneelschool De Meldij. Verder is er het poppodium Iduna en bioscoop De Bios.
Het uitgaansleven speelt zich voornamelijk af op De Kaden, een buurt in het centrum, dat opgedeeld is in twee straten: Noord- en Zuidkade. De buurt ligt aan centrum-west en grenst aan de wijken: Noordoost, De Bouwen en De Wiken/oost. De Kaden is zowel winkelgebied als uitgaanscentrum. De Kaden heeft meerdere cafés/bars, coffeeshops, discotheken, pizzeria's, restaurants en snackbars. Ook zijn er dart- bowling- en poolcentra. Het is de grootste uitgaansstraat van Drachten. Op feestdagen als Koningsdag of Bevrijdingsdag zijn er podia opgesteld op het horecaplein van de kaden waar artiesten optreden. Een samenwerkingsverband van horecabedrijven die voornamelijk gesitueerd zijn op de Kaden organiseert jaarlijks op de woensdag voor Hemelvaartsdag de "nacht van Drachten" waarin verschillende artiesten optreden.
Museum Drachten (ook wel Museum Dr8888) is gevestigd in een voormalig klooster. Het heeft in de eigen collectie werk van Friese kunstenaars zoals Pier Pander, Sjoerd de Roos en Jan van der Kooi die in Drachten en omgeving heeft gewerkt, werk van De Stijl-kunstenaar Theo van Doesburg en diens Drachtster geestverwanten de gebroeders Evert en Thijs Rinsema, en de dada-kunstenaar Kurt Schwitters.

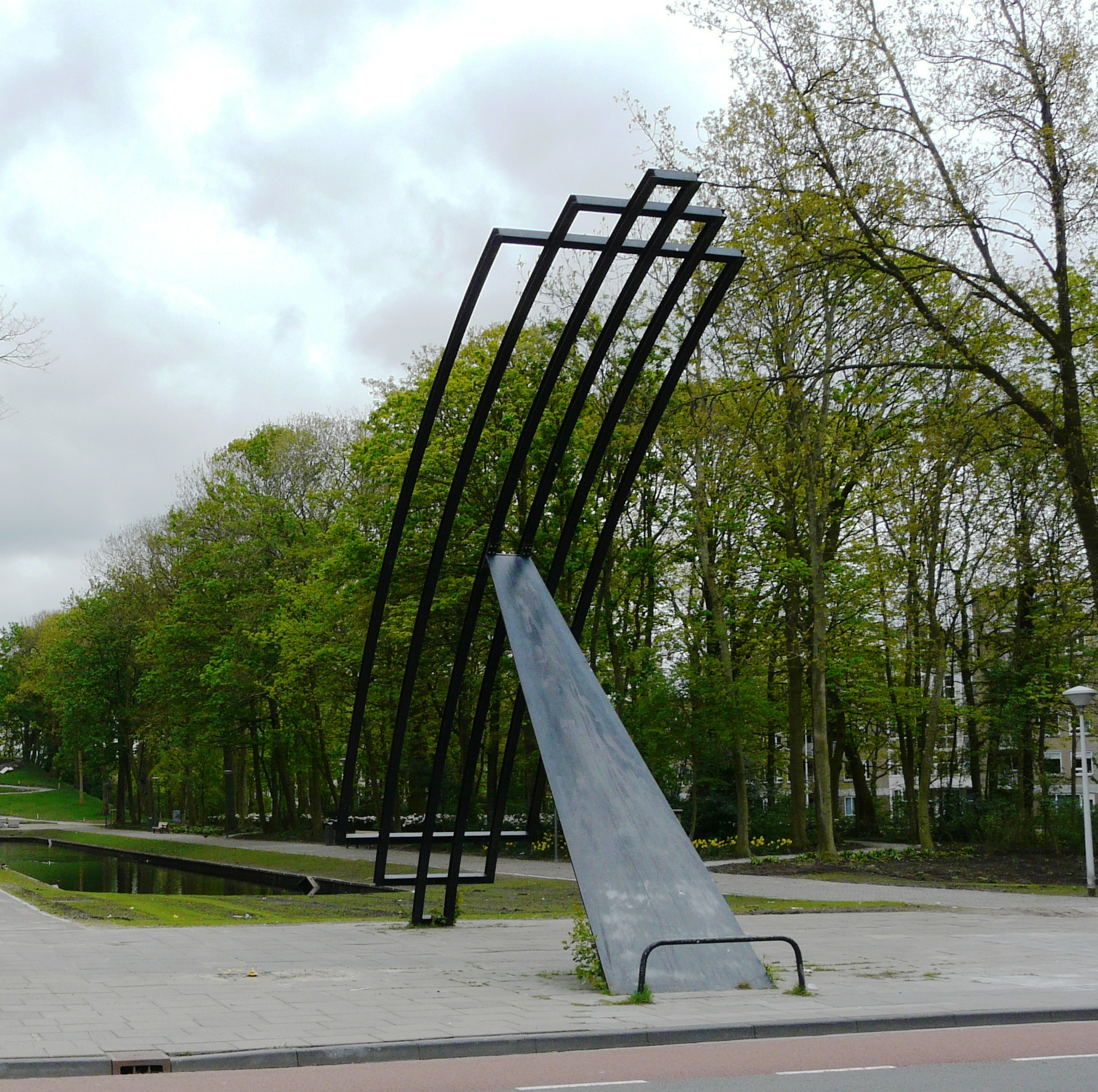
Monument in Reidingpark van Ids Willemsma
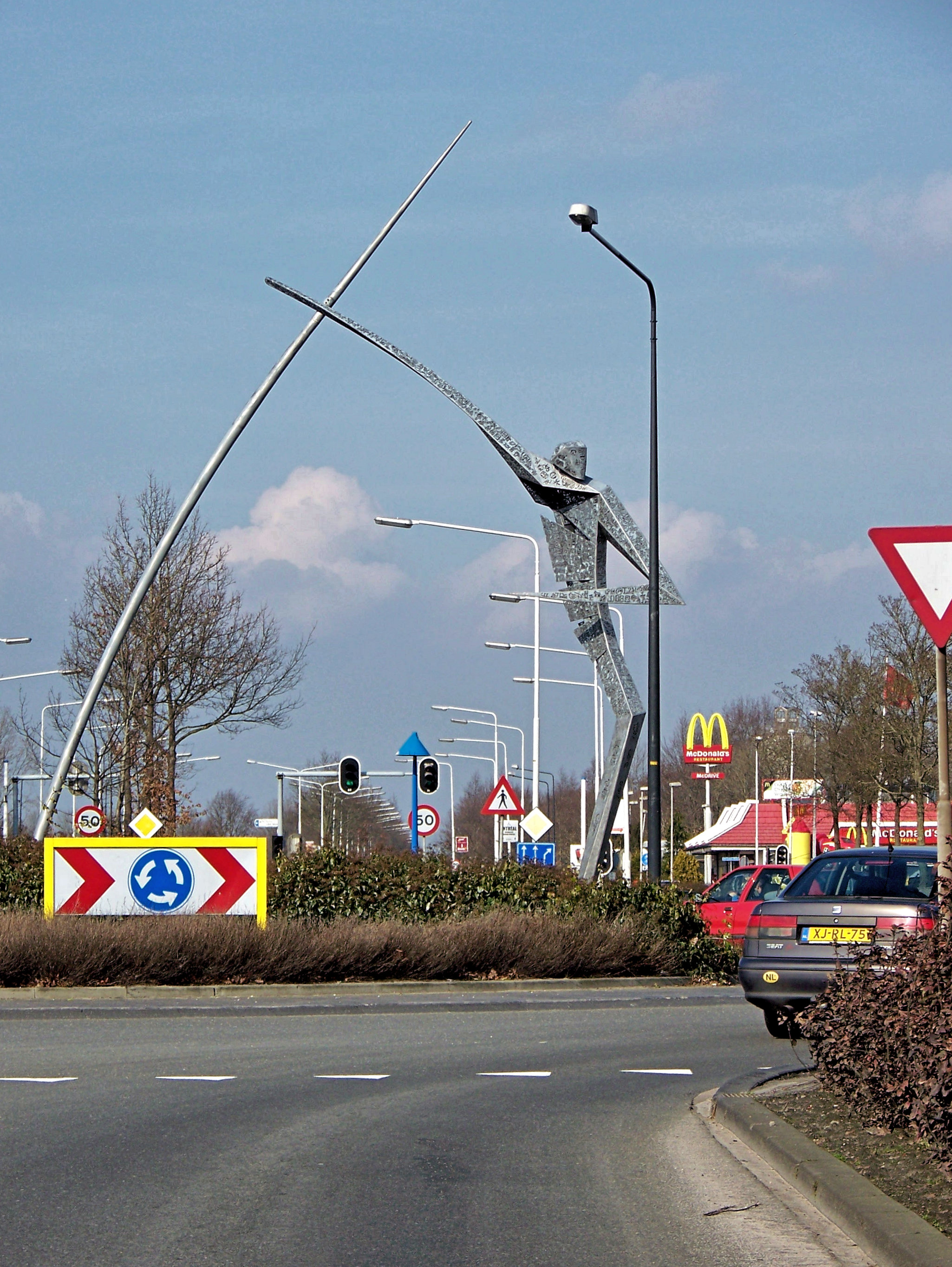
Standbeeld voor de Fierljepper aan de Noorderhogeweg (Hans Mes, 1995)

## Sport
De Welle is een subtropisch zwemparadijs met een 50-meterwedstrijdbad. Daarnaast is er een aanbod voor gehandicaptensport en sporten als karate, honkbal, boog- en geweerschieten. Sinds 2005 is er een skate- en skeelerbaan.
Sportverenigingen:
- Honk-en Softbalvereniging Drachten Diamonds
- Schaatsen en skeeleren: STC de Kluners
- de voetbalverenigingen VV Drachten, Drachtster Boys en VV ONB
- tennisclub Drachtster Lawn Tennis Club
- volleybalvereniging Turfstekers-Drachten
- de Drachtster Zwem & Polo Club
- schietsportvereniging SV Drachten
- hockeyclub Graspiepers
- Atletiek: AV Impala
- korfbalvereniging KV Drachten/Van der Wiel
- Rugbyclub Drachten

## Religie
De Vrije Baptistengemeente Bethel (Bethelkerk) was in de jaren ‘90 en begin ‘00 de snelst groeiende religieuze gemeenschap in Nederland. Naar schatting 4500 mensen bezoeken zondags de drie diensten waarin door middel van muziek, beeld, dans en theater de christelijke boodschap op een hedendaagse manier wordt gebracht. Ook de Evangelische Omroep zendt soms diensten uit van de Bethel. Het gebouw met vele zalen, waarvan de grootste zaal 1.750 zitplaatsen telt, is gelokaliseerd op het industrieterrein De Haven.
Naast deze kerk bevinden zich meerdere kerken in Drachten, waaronder gereformeerde kerken en hervormde gemeenten, samen 8400 leden (20% van de inwoners), pinkstergemeenten, volle-evangeliegemeenten, doopsgezinde gemeente en een rooms-katholieke parochie.
Drachten beschikt ook over een moslimgemeenschap die samenkomt in een gebedsruimte aan de Langewyk in de wiken.

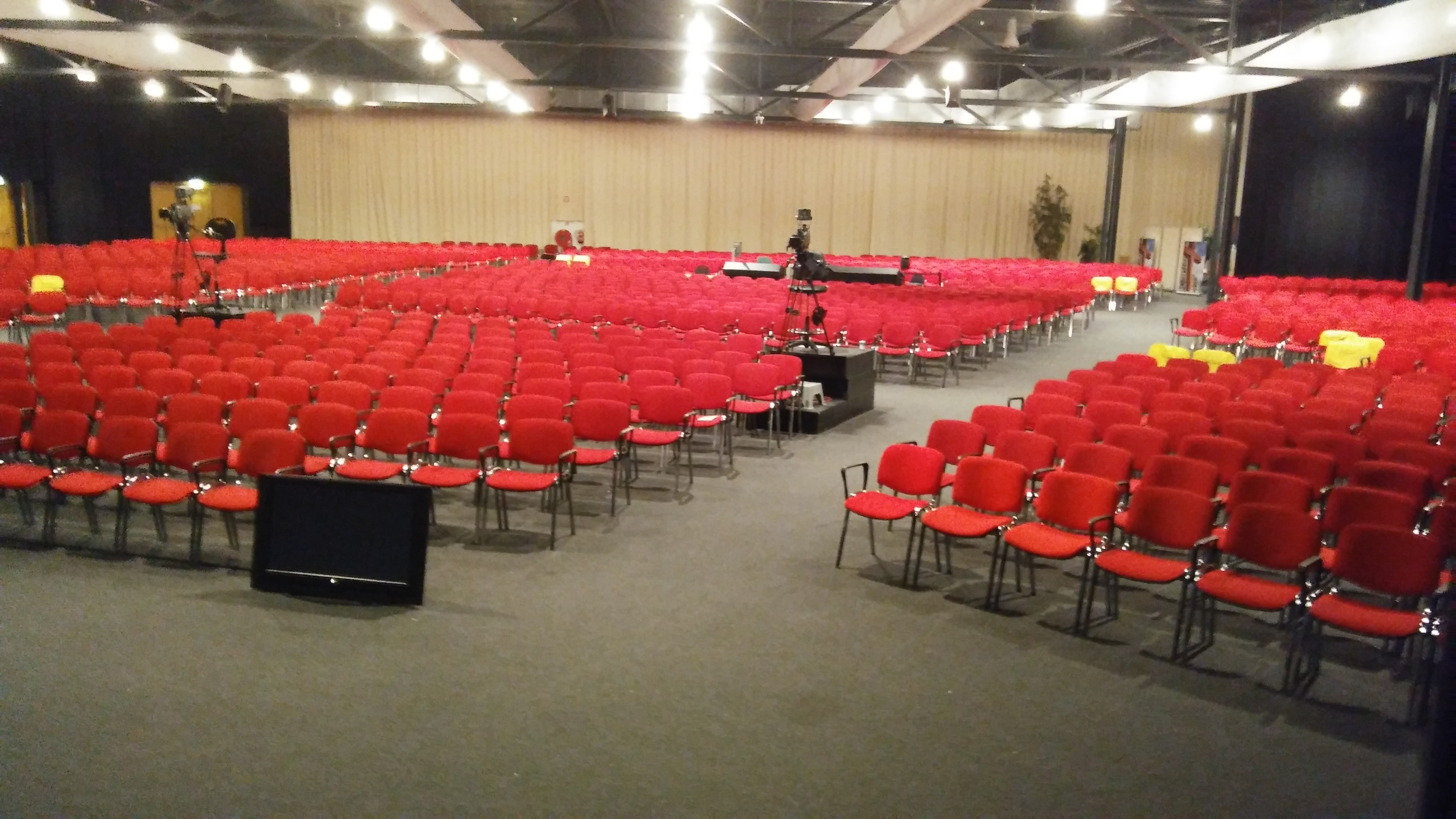
De grootste zaal van de Bethel
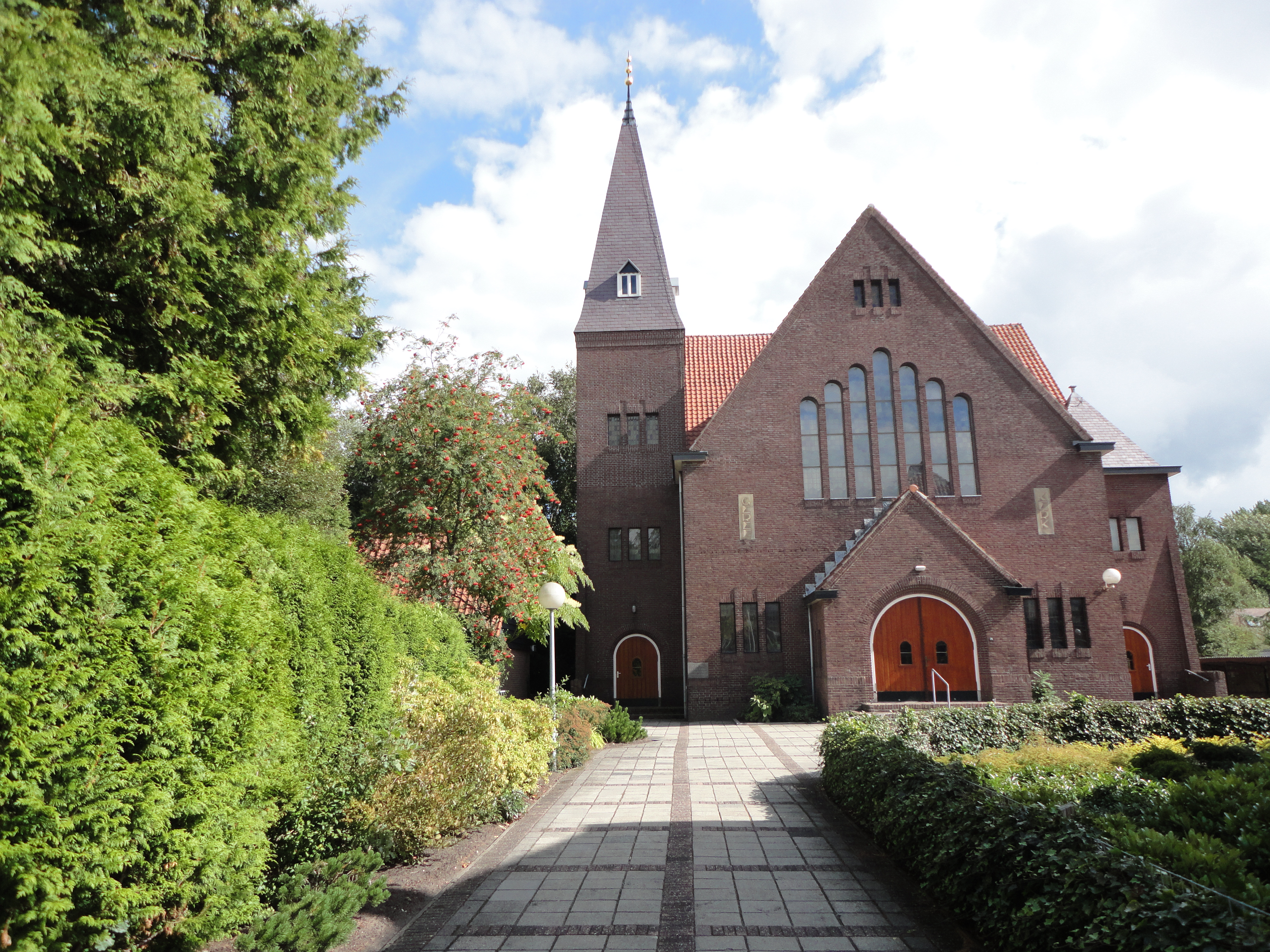
Zuiderkerk
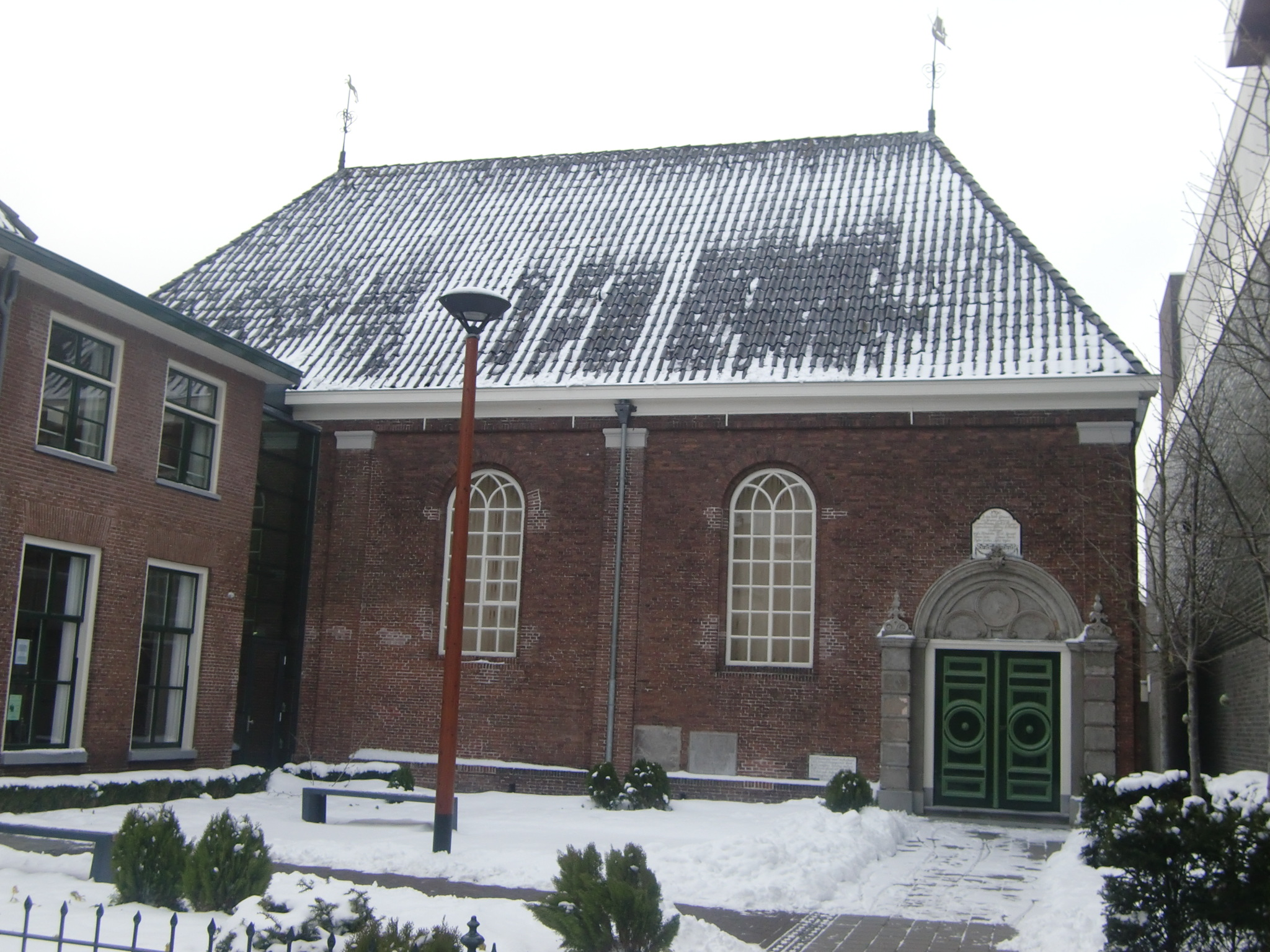
Doopsgezinde kerk
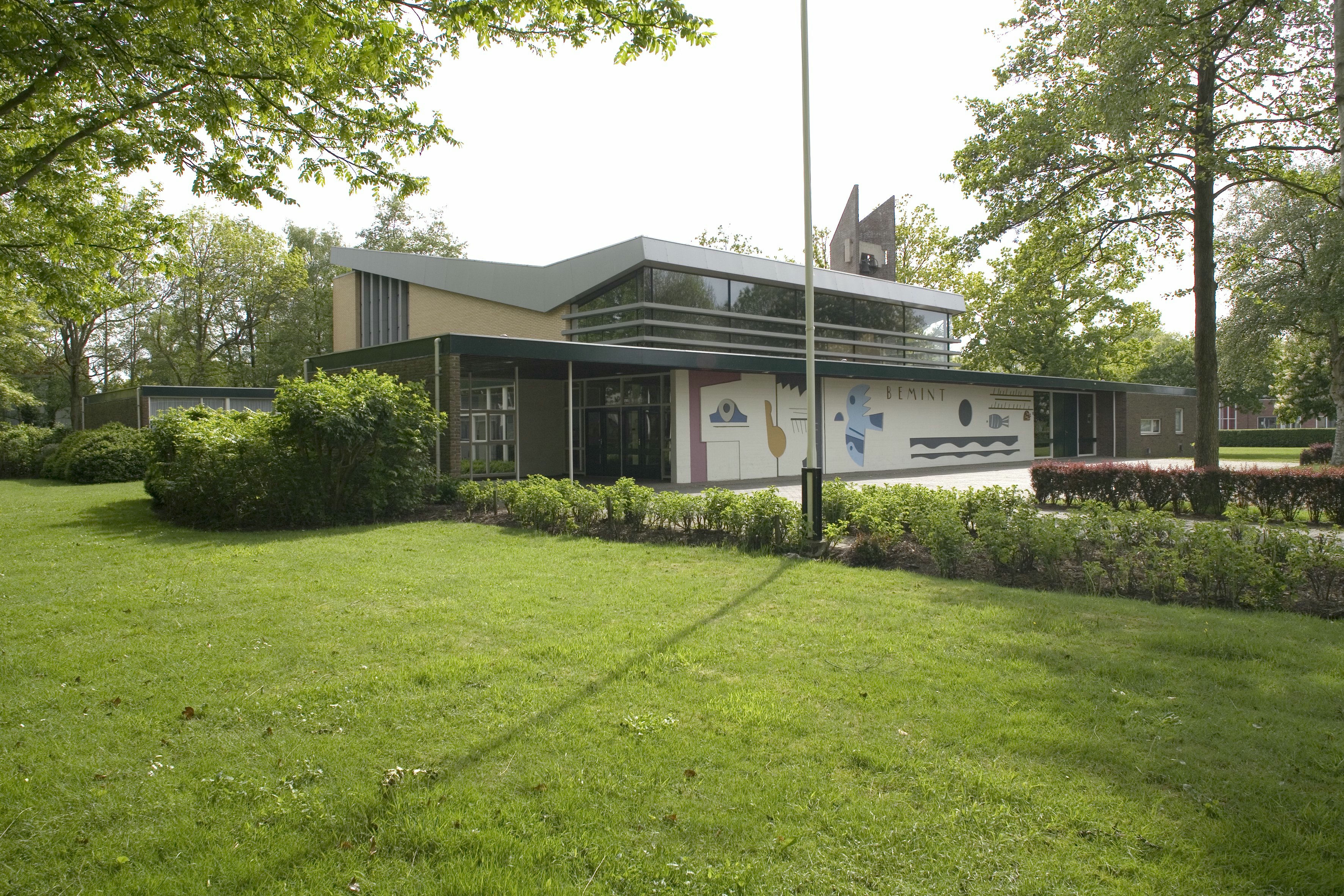
Goddelijke Verlosserkerk
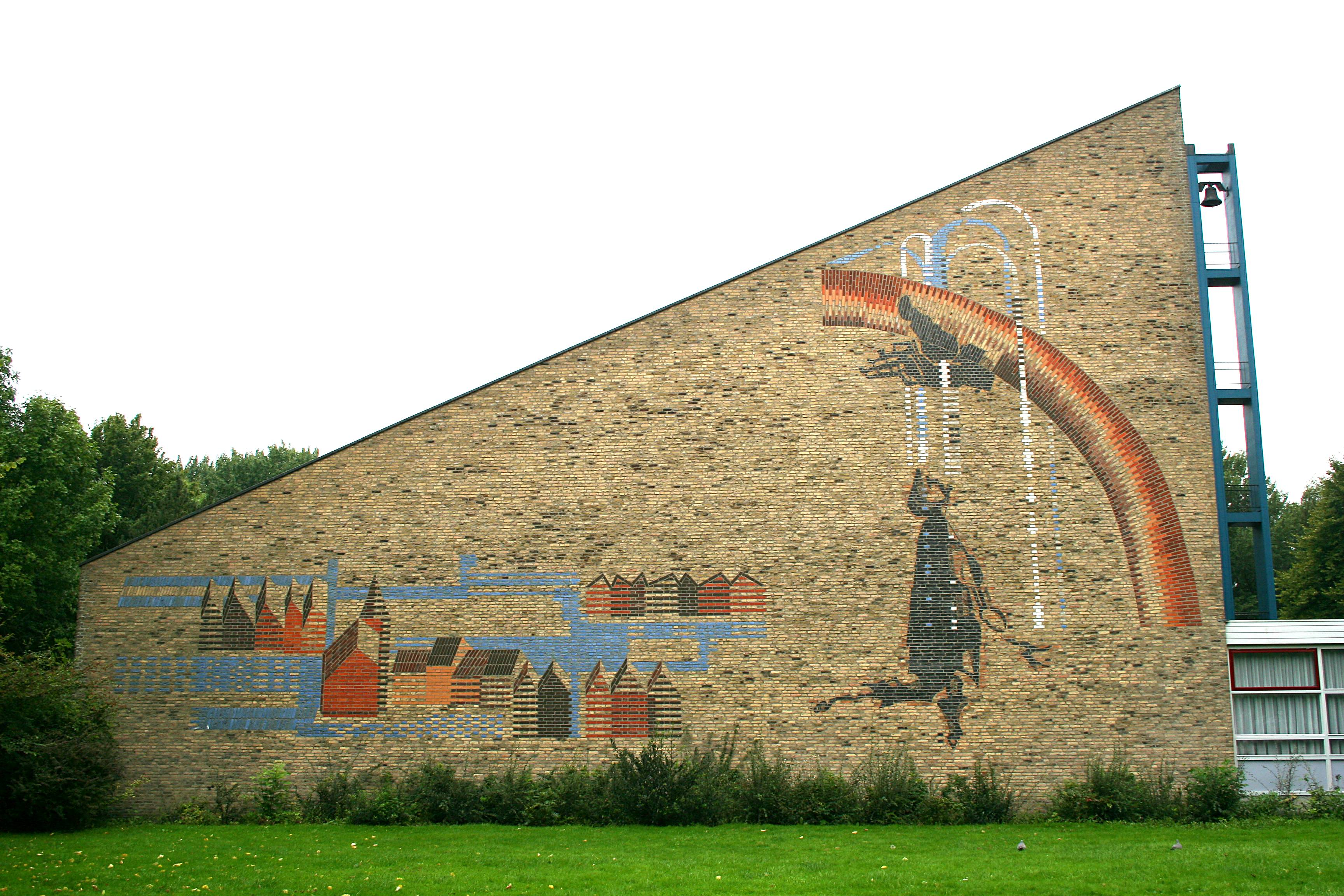
De Fontein
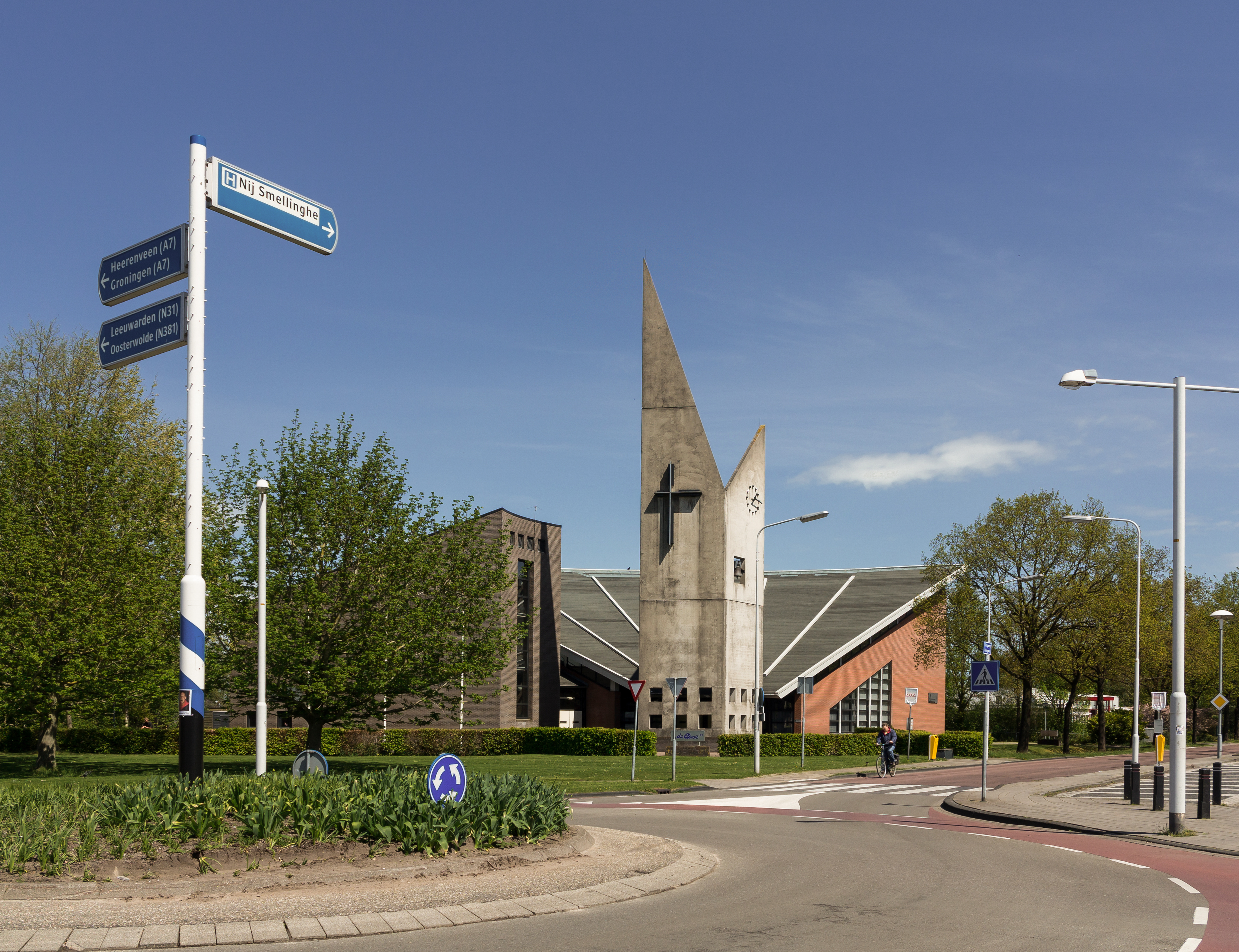
De Oase

## Vriendschapssteden
- Gobabis (Namibië)
- Kirjat Ono (Israël) [10]